# 佐々井真知
佐々井 真知（ささい まち）は、日本の歴史学者。埼玉県所沢市出身。

## 人物・来歴
お茶の水女子大学 文教育学部 人文科学科 比較歴史学コース卒業。お茶の水女子大学大学院 人間文化研究科 博士前期・後期課程修了。博士後期課程在学中に、イギリスのケンブリッジ大学ガートン・カレッジに交換留学生として1年間留学。引き続き、ロンドン大学ロイヤル・ホロウェイ校の修士課程に1年間留学、修了。2015年4月より中部大学に着任し、人文学部 歴史地理学科 講師。

## 著書
- 中世後期ロンドンの「外国人」と都市社会[2]